# Portada/article maig 19

## Ronc
El ronc, en el món animal, és una vocalització emesa per alguns fèlids i vivèrrids. Aquest so de baixa freqüència és produït tant a l'expiració com a la inspiració i apareix des dels dos dies de vida. El mecanisme que produeix el ronc encara no està ben explicat, però la teoria dominant és que el so és generat per contraccions dels músculs de la laringe provocades per una oscil·lació neural i que fan vibrar les cordes vocals. La possibilitat que un fèlid ronqui o no també és objecte de debat, especialment pels grans fèlids de la subfamília dels panterins.
El gat domèstic pot roncar tant de plaer com de patiment, de manera que el significat d'aquesta vocalització de contacte és poc evident. A la natura, el ronc sovint es restringeix en gran part a les relacions mare-cries. Alguns autors l'han comparat al somriure i el seu rol en les comunicacions amb altres gats o amb els humans és essencial. Hi ha una teoria que defensa les capacitats curatives del ronc.